# Le Provocateur (roman)
Ne doit pas être confondu avec Le Provocateur.
Le Provocateur est un roman policier et un roman d'aventures de Maurice Ellabert, paru en 1967. Il a reçu le prix du roman d'aventures 1967.

## Éditions
Le roman a été publié dans la collection Le Masque (Librairie des Champs-Élysées), numéro 970, en 1967.
Il a été réédité par la même maison d'édition dans la collection Le Club des Masques, numéro 136, en 1972.

## Principaux personnages
- Pierre Charmoy : 26 ans, comédien, héros et narrateur du roman.
- Gisèle Charmoy : 47 ans, sa mère.
- Françoise Dammard : 30 ans, hôtelière à Foncourt.
- Docteur Fontan : médecin à Foncourt.
- Anne-Marie Fontan : 40 ans, son épouse.
- M. Montbertaut : 47 ans, violoniste, habite avec son épouse et leurs quatre enfants à Foncourt.
- Antoine Valonne : 75 ans, père de Pierre Valonne, « patriarche » de la famille Valonne.
- Pierre Valonne : 48 ans, veuf depuis un an, sans enfant, industriel dans la cristallerie à Foncourt.
- Paul Ternant : associé des Valonne, il habite avec sa femme à Paris.
- Suzanne Ternant : épouse de Paul Ternant.
- Henri Batz : agent immobilier à Nancy.
- René : palefrenier de Pierre Valonne.
- Sylvie : petite amie de Pierre Charmoy.

## Résumé

### Partie à tonalité humoristique
Le narrateur est Pierre Charmoy, comédien de théâtre et acteur de cinéma, actuellement sans emploi, vivant avec sa petite amie Sylvie. Il reçoit une proposition par téléphone d'un inconnu : se rendre dans la bourgade de Foncourt, située en Lorraine non loin de Nancy, et « de s'y montrer à longueur de journée » pendant une semaine, tout en discutant de choses et d'autres avec les habitants qu'il croisera. Pour faire cette comédie, il sera rémunéré mille nouveaux francs (valeur 1967) par semaine. Après avoir tergiversé quelques minutes pour ne pas montrer qu'il est financièrement aux abois, Charmoy accepte. La somme lui est versée le lendemain ainsi que ses frais de déplacement, d'hôtel et de repas. Quoiqu'étonné de cet étrange engagement, d'autant plus qu'il ne connaît pas son employeur, il se rend donc à Foncourt (chapitre 1).
La ville de Foncourt est dominée par la cristallerie qui appartient aux familles Valonne et Ternant. Pierre commence à déambuler dans les rues et a entrer méthodiquement dans chaque boutique. Il discute avec les commerçants et les passants. Très vite il est remarqué par la population. Il apprend que M. Montbertaut, un violoniste local, vit dans la commune. La mère de Pierre ayant le même âge que l'homme et étant elle-même violoniste, Pierre l'interroge : connaît-elle M. Montbertaut ? Elle répond par l'affirmative, mais précise qu'elle ne l'a pas vu depuis 25 ans. Le troisième jour après son arrivée, il est contacté par M. Henri Batz, un bourgeois de Nancy. L'homme lui suggère fermement qu'« on a remarqué son manège » et qu'il serait préférable que Pierre quitte la bourgade.  Ceci incite Pierre à rester à Foncourt (chapitres 2 et 3).
Charmoy continue ses déambulations. Il entre en contact avec Anne-Marie Fontan, l'épouse du médecin local. Lors de la conversation à la terrasse d'un café à Nancy, elle lui révèle que son visage ressemble étrangement à un notable de Foncourt. Pierre a un choc : serait-il le fils naturel de Pierre Valonne ? Plus tard, il rentre précipitamment en région parisienne où vit sa mère. Il exige des explications : sachant qu'elle lui a toujours dit que son père était mort durant la Seconde guerre mondiale, se pourrait-il que son père soit Pierre Valonne ? Elle confirme l'hypothèse de Pierre : 27 ans auparavant, vers 1940, âgée de 20 ans, elle était tombée amoureuse de Pierre Valogne. Elle était tombée enceinte. La famille Valonne avait refusé le mariage. Une attestation rédigée par M. Montbertaut affirmait qu'elle avait eu plusieurs amants. Elle avait quitté la Lorraine et était venue vivre en région parisienne, où son fils était né. Elle lui avait menti durant toutes ces années pour le protéger, et se protéger elle. Ayant obtenu les explications attendues, il retourne à Foncourt (chapitres 4 et 5).
Le lendemain, dimanche, il se rend au domicile de M. Montbertaut. Une vive discussion a lieu avec le violoniste. Celui-ci reconnaît avoir, moyennant argent, rédigé une fausse attestation au détriment de Gisèle Charmoy quand elle était enceinte de Pierre. La discussion se termine par plusieurs coups de poing assenés par Pierre au visage de M. Montbertaut. Puis il apprend qu'il y a une partie de chasse à laquelle les Valonne et les Ternant vont assister. Pierre se dit qu'il est temps de rencontrer Pierre Valonne, son père. Si Pierre Valonne n'assiste pas à la partie de chasse, il y a le vieux Antoine Valonne qui, voyant Pierre Charmoy, se montre menaçant et fait mine de vouloir lui tirer dessus avec son fusil. Pierre préfère quitter les lieux. Pris en filature par un inconnu, il s'arrête aux abords de Foncourt et se cache. Le poursuivant le frappe et une bagarre s'ensuit. En s'échappant, Pierre se fait une entorse à la cheville. Se trouvant près de la grille du domaine des Ternant, il sonne. Il est accueilli par Suzanne Ternant, qui lui conseille d'aller voir le rebouteux local. Ce dernier procède à des manipulations. La conversation s'engage et Pierre apprend que la belle madame Fontan (femme du médecin) avait eu sept ans auparavant une liaison avec Pierre Valonne, d'où une haine du médecin à l'égard du châtelain. Le lendemain, Pierre se rend chez le docteur Fontan, prenant le prétexte de son entorse : il veut savoir si le docteur Fontan est son mystérieux employeur du téléphone, ou s'il est l'homme qui l'a poursuivi récemment. La visite chez le médecin permet d'exclure les deux hypothèses (chapitres 6 à 9).
Après avoir eu un second entretien avec Anne-Marie Fontan, qui lui révèle avoir su récemment qu'il était le fils naturel de Valonne par le biais d'une lettre anonyme, Pierre Charmoy rentre chez lui pour retrouver sa petite amie Sylvie. Mais dès le lendemain, il reçoit un courrier avec une nouvelle somme d'argent de mille francs, lui ordonnant de retourner faire ses provocations à Foncourt. Pierre n'obtempérant pas, le mystérieux employeur lui téléphone pour le pousser à retourner à Foncourt. Pierre Charmoy exige néanmoins la somme de deux mille francs pour y retourner, ce que l'interlocuteur finit par accepter. Pierre Charmoy l'a enregistré en cachette et fait écouter l'enregistrement à sa mère, qui ne reconnaît pas la voix. Pierre Charmoy retourne donc à Foncourt. Il apprend l'identité de son agresseur de l'autre jour : c'est René, le palefrenier de Pierre Valonne. « Empruntant » un fusil aux hôteliers, Pierre Charmoy guette le palefrenier et exige des explications. L'homme n'est guère courageux et avoue que le commanditaire de l'agression n'est pas Pierre Valonne mais M. Montbertaut ! (chapitres 10 à 12).

### Partie à tonalité tragique
Pierre Charmoy décide d'y aller franchement et de contacter Pierre Valonne en lui expliquant qu'il connaît leur relation père/fils. Il envoie un courrier en ce sens. Dès le lendemain, Pierre Valonne lui téléphone à l'hôtel et lui propose un rendez-vous discret à son propre domicile, à 21 h 30. Pierre Charmoy s'y rend, accompagné de sa petite amie Sylvie. Il rencontre enfin Pierre en tête-à-tête (Sylvie est restée cachée dehors), et la discussion commence. L'homme est sympathique, franc et direct. Il reconnaît facilement être le géniteur de Pierre Charmoy. Celui-ci fait écouter la bande magnétique : Valonne est stupéfait et croit reconnaître le mystérieux commanditaire. Il demande à Charmoy de lui laisser la bande magnétique pendant 24 h, ce qu'accepte Charmoy. Une demi-heure après, les deux hommes se séparent, se promettant de se revoir à bref délai, tous deux très satisfaits de cette rencontre. À peine Pierre a-t-il rejoint Sylvie qu'une détonation éclate, provenant de la villa de Valonne (chapitres 13 à 15). 
Charmoy y retourne en courant, pour découvrir Valonne affalé à terre dans le salon, tué d'une balle tirée en plein cœur. La bande magnétique a disparu, volée par l'assassin. Il est évident que le tueur était dans les lieux lors de leur discussion. Charmoy pense que le mystérieux commanditaire, depuis le début, voulait tuer Valonne et faire retomber les soupçons de la police sur Charmoy, désigné coupable idéal (« le fils rejeté qui vient se venger du père indigne »). Charmoy consulte Sylvie : que faire ? Le plus simple serait de s'enfuir et de se forger un alibi. Mais Charmoy décide d'y aller franchement et de résoudre l'affaire le soir même en convoquant tous les principaux protagonistes : le meurtre est évidemment le fruit d'une haine familiale et le nombre de suspects est très réduit. Il appelle au téléphone Henri Batz, l'agent immobilier à Nancy. L'homme arrive peu de temps après. Charmoy lui présente le cadavre de Valonne et lui explique toute l'affaire. Puis il appelle les époux Fontan, ainsi que le vieux Antoine Valonne et les époux Ternant. Le premier à arriver est Antoine Valonne, qui est persuadé d'avoir en face de lui le meurtrier de son fils. Charmoy tente de se justifier. Arrivent alors le couple Fontan. Là encore, des explications sont données. Arrivent enfin les époux Ternant. Coup de théâtre pour Charmoy : il reconnaît dans la voix de Paul Ternant, l'associé des Valonne, le mystérieux commanditaire de sa comédie à Foncourt ! (chapitres 16 et 17).
Après une confrontation en face-à-face, Paul Ternant reconnaît être ce commanditaire. Il explique qu'il était au courant de l'existence d'un fils naturel de Pierre Valonne et qu'il voulait se venger de Valonne qui, même pas un an après la mort de son épouse (sœur de Paul Ternant), pensait déjà à se remarier. Mais il conteste fermement être le tueur : il a un solide alibi pouvant être confirmé par sa femme et des amis invités au dîner de 18 h 30 à 22 h 30. Charmoy décide alors de convoquer le dernier suspect : M. Montbertaut. L'homme est amené dans le domaine des Valonne par Batz et Fontan. Une vive discussion a lieu, Charmoy le soupçonnant d'être le tueur ou de connaître celui-ci et de le protéger. Abandonnant la théorie du complot dirigé contre lui, Charmoy développe une nouvelle hypothèse : le meurtrier serait une femme (ou bien mariée, ou bien célibataire pensant au mariage) qui avait découvert ce soir-là que Valonne allait se marier avec une autre et qu'elle était évincée. Il s'agirait d'un meurtre passionnel qui n'a rien à voir avec Charmoy : les intrigues de Paul Ternant ne seraient pas en lien avec le meurtre de Valonne. Montbertaut commence par résister aux pressions de Charmoy. Les époux Fontan quittent les lieux (chapitres 18 et 19).
Dénouement et révélations finales
Menacé de mort par Charmoy qui utilise un couteau, Montbertaut avoue : c'est Suzanne Ternant, l'épouse de Paul, qui avait une liaison secrète avec Valonne. C'est elle qui l'a sans doute assassiné. Tous les regards convergent vers Suzanne : elle avoue s'être emparée d'un fusil chargé et d'avoir tiré un coup de feu dans l'affolement. Elle clame qu'il s'agissait d'un crime commis dans l'instant, sous la passion amoureuse. Le couple Ternant était donc au cœur de l'affaire : Paul en tant que commanditaire de l'étrange mission confiée à Charmoy, et Suzanne l'épouse délaissée qui, évincée sentimentalement, a tué son amant (chapitre 20).
C'est alors que se produit un second coup de théâtre. Pendant les aveux de Suzanne, Montbertaut s'est emparé du fusil qui a servi à tuer Valonne et vise désormais Charmoy. Il évoque la possibilité de le tuer, de faire passer ce nouvel assassinat comme de la légitime défense (Charmoy vient de le menacer avec un couteau et l'a légèrement blessé), et d'« innocenter » Suzanne. Très vite, les Ternant acceptent le plan de Montbertaut. Le vieil Antoine Valonne aussi. Batz ne s'y oppose pas. Estomaqué, Charmoy tente de les convaincre de ne pas laisser assassiner un innocent victime des époux Ternant (chapitre 21, première moitié).
C'est alors que se produit un troisième coup de théâtre. Pendant tout ce temps, Sylvie (petite amie de Charmoy) était restée cachée dans les bois. Ne voyant pas revenir son compagnon, puis voyant arriver les autres protagonistes les uns après les autres, elle s'était rendue à la gendarmerie où elle avait raconté la découverte du cadavre de Pierre Valonne. Alors que Montbertaut s'apprête à tuer Charmoy de sang froid, les gendarmes interviennent en flagrant délit, interpellent et désarment Montbertaut. Pierre Charmoy remercie de tout cœur l'intervention de Sylvie : sans elle, il aurait probablement été tué, et ce meurtre aurait été « couvert » par ces gens méchants et égoïstes (chapitre 21, seconde moitié).